# Ульянов Дмитро Олександрович
Дмитро Олександрович Ульянов (рос. Дмитрий Александрович Ульянов; нар. 2 грудня 1978, Рязань, РРФСР — пом. 6 лютого 2023, Україна) — російський воєначальник, генерал-майор повітрянодесантних військ ЗС РФ у відставці, командир полку мобілізованих з Республіки Татарстан (2023). Командир 98-мої повітрянодесантної дивізії (2015-2017).
Убитий в ході російського вторгнення в Україну.

## Біографія
Народився 2 грудня 1978 року в Рязані уродині військового. Закінчив Коломенське вище артилерійське командне училище. Після навчання отримав звання майора та служив на Далекому Сході, командував ракетно-артилерійським дивізіоном, але через деякий час виражає бажання служити у повітрянодесантних військах, був переведений та призначений начальником штабу артилерійського полку, через рік - отримує звання полковника та стає командиром артилерійського полку (і за сумісництвом командиром анапського гарнізону). За наявною інформацією, брав участь у Першій чеченській війні та анексії Криму Росією.
З 8 липня 2015 року по 2017 рік у званні генерал-майора був командиром 98-мої повітрянодесантної дивізії, після чого пішов у відставку. Проживав у Анапі. 

### Російське вторгнення в Україну 2022 року
Через деякий час після початку російського вторгнення в Україну добровольцем повернувся до служби у збройних силах РФ. Був призначений командиром мотострілецького полку, сформованого з мобілізованих з Республіки Татарстан. 
Загинув у бою в ніч на 6 лютого 2023 року в Україні, точне місце загибелі невідоме (за непідтвердженими даними загинув в ніч з 4 на 5 лютого внаслідок зустрічі з українською ДРГ).

## Нагороди
Отримав численні нагороди, серед яких:
- Орден Мужності[2]
- Медаль ордена «За заслуги перед Вітчизною» 2-го ступеня
- Медаль «За бойові заслуги»
- Медаль «За відзнаку у військовій службі» 4-го, 3-го, 2-го і 1-го ступеня (20 років)
- Медаль «За повернення Криму»
- Медаль «Учаснику військової операції в Сирії»